# 東京拳闘会
東京拳闘会（とうきょうけんとうかい）は、東京都豊島区東池袋に所在するボクシングジム。通称「東拳」「東拳ジム」「東拳ボクシングジム」。

## 歴史
1924年(大正13年)7月に（日本拳闘俱楽部の看板選手でありながら師範渡辺勇次郎に無断で上海遠征して破門された荻野貞行に担がれた）神戸銀行（現・三井住友銀行）頭取・樽谷公一を初代会長として荒川区日暮里で設立。
日本において日本拳闘倶楽部に次いで2番目に作られたプロボクシングジムであり、現在日本プロボクシング協会に加盟しているボクシングジムでは最古の歴史を持っている。 
2024年７月で創業100年を迎えた。 
戦後、豊島区東池袋にジムを移転。1階がボクシングジムで、2階が寮となっている。 
過去7人(二階級制覇含、アマチュア含)の東洋・日本チャンピオンを輩出している名門ジムである。 
野口進（日本ウェルター級王者＝野口ジム創設者）、大森熊蔵（日本スーパー・ライト級王者）、益子勇治（日本フェザー級王者）、 
荻原繁（東洋太平洋スーパー・ライト級王者、日本スーパーライト級王者）、佐藤東洋（日本フェザー級＆スーパー・フェザー級王者）、 
満武志（1981年全日本スーパーバンタム級新人王）、西條学（日本スーパー・バンタム級王者、引退後にマネージャー川島勝やトレーナー柳瀬盛夫共々フラッシュ赤羽ボクシングジム創設）、 
岡本ナオヤ　(2018年度スーパー・バンタム級日本ランキング2位)、　清水智仁　(2024年JCL23Kg級日本王者)らの選手が育つ。                        
二代目会長は岩渕義夫。　　※東洋チャンピオン荻原繁、日本チャンピオン益子勇治、日本チャンピオン佐藤東洋などを育成。 
三代目会長は鈴木清八郎。　※日本チャンピオン西條学、2018年SB級日本ランキング2位になった岡本ナオヤ等を育成。
現在の会長は、四代目の内田十四貞である。
　※JCL日本チャンピオン清水智仁を育成。

## 主な所属選手
- 岡本ナオヤ 　23戦13勝(6ko)9敗(3ko)1分　　※2018年度 スーパーバンタム級日本ランキング2位